# Киль (созвездие)
Киль (лат. Carina, Car) — созвездие южного полушария неба. Занимает на небе площадь в 494,2 квадратного градуса, содержит 206 звёзд, видимых невооружённым глазом.

## Видимость
На территории России созвездие не наблюдается, а на территории бывшего СССР небольшая часть созвездия (включая Канопус) видна у самого горизонта лишь в самых южных районах. В Кушке Канопус восходит чуть больше чем на 2  градуса, в Термезе — всего на 0°04’48" (то есть лишь едва показывается из-за горизонта), а в Ашхабаде он уже не виден. Остальные яркие звёзды этого созвездия в бывшем СССР не видны, они не восходят даже в Кушке.↵Видимость звезды ι Киля начинается на широте +30°43’29"; звезды ε Киля — на широте +30°29’25", а звезды β Киля —  на широте +20°16'58"'. Полная видимость созвездия — южнее широты +15°. А южнее широты -37°18'15" Канопус никогда не заходит за горизонт. Крупные города, где он является незаходящей звездой: Темуко, Вальдивия, Хенераль-Рока, Баия-Бланка, Коронель-Принглес, Мар-Дель-Плата, Пуэрто-Монт, Пунта-Аренас, Гамильтон, Веллингтон, Крайстчерч, Данидин.

## История
Первоначально Киль был частью большого созвездия Корабль Арго. Корабль Арго был разделён на три созвездия — Киль, Корма и Паруса — по инициативе Лакайля в 1752 году. К ним он также добавил новое созвездие Компас.

## Астеризмы
- Несколько ярких звёзд созвездия Киля образуют астеризм Бриллиантовый Крест.
- Звёзды ι (Турайс) и ε (Авиор) Киля входят в астеризм Ложный крест.

## Звёзды с экзопланетами
В созвездии Киль находятся следующие звёзды с обнаруженными экзопланетами:
- OGLE-TR-182 — звезда главной последовательности с экзопланетой.
- OGLE-TR-113
- OGLE-TR-111
- OGLE-TR-132
- OGLE-TR-211

## Интересные объекты
- Канопус (α Киля) — видимая звёздная величина −0,72m, вторая по яркости звезда после Сириуса. Звезда Канопус использовалась в навигационных системах космических спутников и станций.
- Форамен (η Киля) — гипергигант массой 100—150 масс Солнца, одна из самых массивных звёзд Млечного Пути. Звезда находится внутри большой яркой туманности NGC 3324 («Замочная скважина»).
- WR 25 — двойная звёздная система в области звездообразования Туманности Киля на расстоянии около 7500 световых лет от Солнца. Содержит звезду Вольфа-Райе и горячий яркий компонент. Главный компонент звезды WR 25 является одной из самых ярких звёзд Млечного Пути, имея светимость в 6,3 млн раз больше Солнца.
- IC 2602 — яркое рассеянное скопление.